# Otlaca-Pustă
Otlaca-Pustă (în maghiară Pusztaottlaka) este un sat în districtul Mezőkovácsháza, județul Békés, Ungaria, având o populație de 390 de locuitori (2011).

## Demografie
Componența etnică a satului Otlaca-Pustă
     Maghiari (77,26%)
     Români (21,58%)
     Slovaci (1,16%)
Componența confesională a satului Otlaca-Pustă
     Ortodocși (30,26%)
     Fără religie (20,51%)
     Luterani (6,15%)
     Reformați (3,85%)
     Necunoscută (39,23%)
Conform recensământului din 2011, satul Otlaca-Pustă avea 390 de locuitori. Din punct de vedere etnic, majoritatea locuitorilor (77,26%) erau maghiari, existând și minorități de români (21,58%) și slovaci (1,16%). Nu există o religie majoritară, locuitorii fiind ortodocși (30,26%), persoane fără religie (20,51%), luterani (6,15%) și reformați (3,85%). Pentru 39,23% din locuitori nu este cunoscută apartenența confesională.

În anul 1881 la Otlaca-Pustă locuiau 3013 de persoane, dintre care 2401 români, 210 germani, 160 maghiari, 70 slovaci și 172 din alte etnii.